# Museu Molí de les Tres Eres
El Museu Molí de les Tres Eres està situat a un antic molí. És una part del Museu d'Història de Cambrils, una xarxa municipal que reuneix diferents edificis i altres espais històrics dintre el territori cambrilenc. Conté dues exposicions permanents: una sobre els molins i una d'arqueologia. L'edifici és inclòs a l'Inventari del Patrimoni Arquitectònic de Catalunya.

## L'edifici
El museu està situat a l'edifici d'un antic molí hidràulic de farina de gran capacitat, situat a la riba esquerra de la riera d'Alforja, entre el camí de Vilafortuny o dels Corretgidors (Via Augusta, antiga via romana, el «Camí Ral» de Tarragona a Tortosa) i el traçat del desviament de la carretera de València. És una edificació de planta i pis, amb subterranis on es trobaven les instal·lacions pròpies del molí. La resta de les dependències estaven destinades a habitatge del moliner.
Té dos pisos i semisoterrani, lloc on es desenvolupava la tasca de moldre, i façana que dona al camí, arrebossada. Annexat té un edifici més modern, de maons. L'edifici principal, de murs de gran gruix, té teulada d'una vessant; al camí obre una obertura amplia, a les golfes, per on, mitjançant una corriola, entrava la càrrega. El corredor d'entrada és en rampa descendent, amb senyals de la primitiva coberta de volta de canó, amb arcs de rajoles. L'edifici modern és en realitat una ampliació feta sobre el corredor esmentat, i té dos pisos i terrat. La part inferior del molí reb la llum per una finestra amb reixa, que podia donar accés pel camí directament a baix. Es veuen encara algunes pedres rodones, cilíndriques.
Àdhuc desconeixent l'origen, se sap que el Molí de les Tres Eres es va convertir en el pas d'aigua central d'una cadena de tres molins de farina en funcionament fins a mitjan segle xix: el Molí de Dalt, el de Les Tres Eres i el d'Avall. El Molí de les Tres Eres es va mantenir com a molí de farina fins a aproximadament l'any 1895. Posteriorment i fins a l'última Guerra Civil de 1936-39 el molí acaba els seus dies actius molent sofre, a més de ser utilitzat com a habitatge particular.

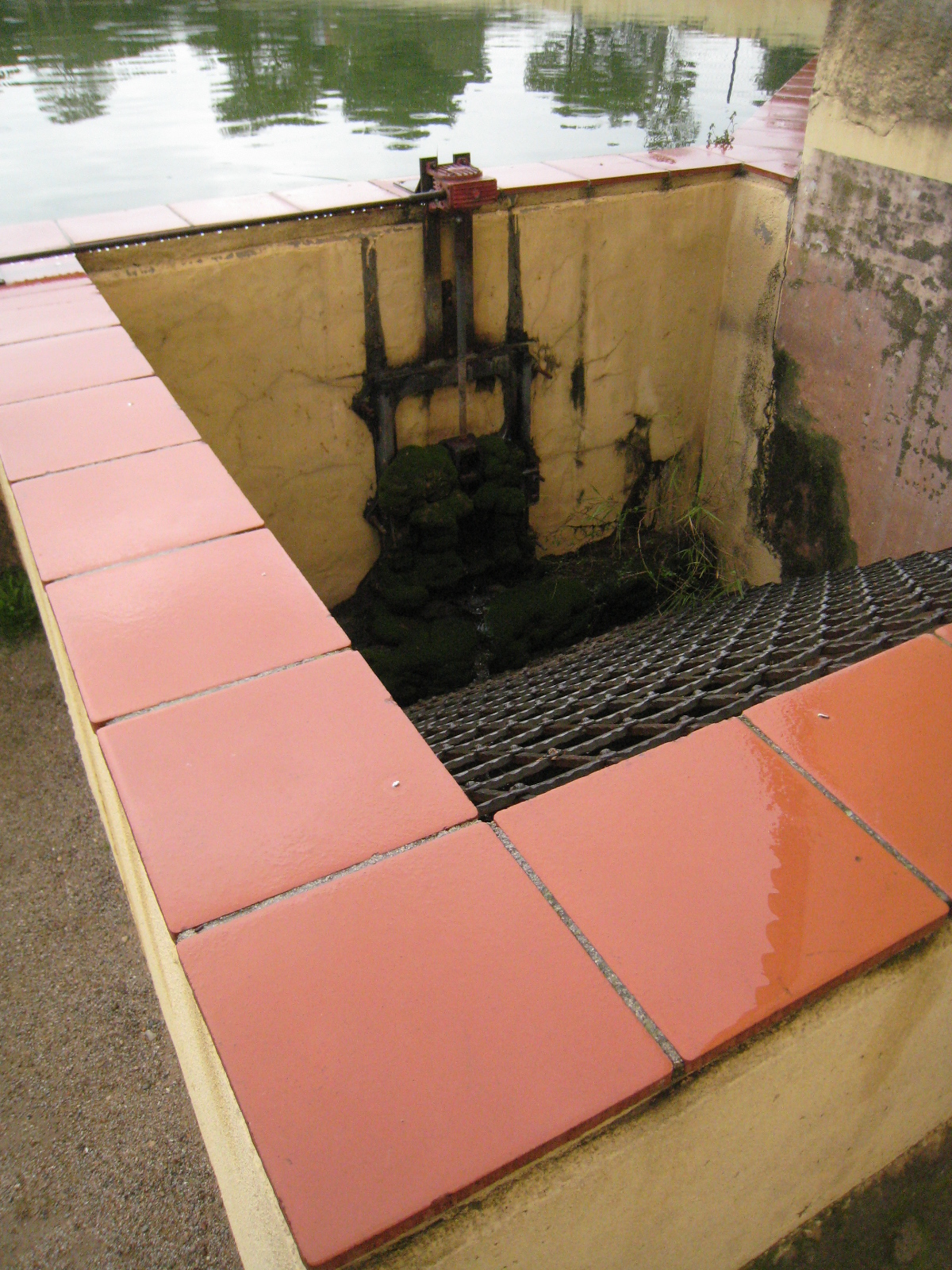
Detall de la bassa d'aigua

## L'exposició permanent sobre els molins
Després de diversos anys d'abandó, el Centre d'Estudis Cambrilencs, inicia la seva rehabilitació, a la fi de la dècada dels vuitanta del segle xx. Posteriorment el 1996 l'edifici pasa a les mans de l'ajuntament de Cambrils que va cedir-ne la gestió al Centre d'Estudis. Gràcies a diferents fases de rehabilitació amb aportacions municipals, Diputació de Tarragona i Generalitat de Catalunya, l'edifici s'ha convertit en un espai d'ús públic obert de forma permanent.
La rehabilitació de l'edifici va acabar l'any 2001 amb la inauguració a la sala de queixals de l'antic molí, de l'exposició permanent «Molí de les Tres Eres: testimoniatge viu del passat». Després de més de cent anys d'inactivitat, els dos molins de rodet horitzontal tornen a moldre i a fer farina. El visitant pot contemplar totes les parts de l'edifici i la seva maquinària que, setmanalment es posa en funcionament. Els sentits desperten sensacions noves que ens apropen a aquella societat preindustrial que depenia en gran manera de la farina i de l'aigua.
El molí fariner a Catalunya va ser introduït a partir del segle viii per la gent d'influència de la cultura islàmica del sud. Els molins hidràulics sovintejaven al costat d'aquells rius i cabals que permetien mínimament el seu aprofitament. La indústria farinera va recular a partir del segle xviii, paral·lelament a la regressió del blat i cereals en benefici de l'expansió de la vinya. Sovint els molins fariners foren reconvertits per produir altres productes: trulls d'oli, molins paperers o indústries tèxtils, a fi i efecte d'aprofitar la seva excel·lent situació.

## L'exposició permanent d'arqueologia
El museu presenta avui l'exposició «L'antiga ocupació humana a Cambrils», recorregut històric que va des de la prehistòria fins a la baixa romanitat, a partir d'objectes neolítics, ibèrics i romans procedents dels diferents jaciments del municipi. La col·lecció està formada principalment per eines d'ús domèstic, objectes rituals i elements ornamentals. Especialment destacables són els objectes de bronze oposats en la Vil·la romana de la Llosa. D'entre tot cal destacar, per la seva singularitat i estat de conservació, un lampadari que representa la figura d'un noi i un llum decorat amb una màscara, tots dos del segle i. A més també es presenten un conjunt d'àmfores i altres materials procedents de descobriments submarins.

## Altres elements del Museu d'Història
- Vil·la Romana de la Llosa
- Museu Agrícola de Cambrils
- Torre de l'Ermita
- Torre del Port
- Torre de l'Esquirol
- Castlania
- Forn del Tallero
- Capella de Sant Josep
- Barca Teresa